# Jüdischer Friedhof (Heidelberg, Handschuhsheim)
Der jüdische Friedhof Heidelberg (Handschuhsheim) liegt im Stadtteil Handschuhsheim in der Großstadt Heidelberg in Baden-Württemberg.
Nachdem die jüdische Friedhofsanlage innerhalb des Bergfriedhofes 2015 nahezu belegt war, wurde 2016 ein weiterer jüdischer Friedhof am Steinachsweg in Handschuhsheim eingerichtet. Die neue Friedhofsfläche ist Teil des allgemeinen, seit 1843 bestehenden Handschuhsheimer Friedhofes. Der 40 Ar große neue jüdische Friedhof bietet Platz für etwa 500 Gräber. Bis zum April 2020 waren 17 Gräber belegt, über die Anzahl der Grabsteine liegen keine Angaben vor.